# Yukino Nagamatsu
Yukino Nagamatsu (永松幸乃?, Nagamatsu Yukino; Kitakyūshū, 7 febbraio 1989) è un'ex pallavolista giapponese.
Giocava nel ruolo di palleggiatrice.

## Carriera
La carriera di Yukino Nagamatsu inizia nei tornei scolastici giapponesi, dove gioca come rappresentante del Liceo Kitakyushu, proseguendo poi con la Fukuoka University. Fa il suo debutto da professionista nella stagione 2011-12, rivestendo il ruolo di riserva nell'Hitachi Rivale, vincendo subito la V.Challenge League, ma fallendo la promozione alla massima serie. Nella stagione successiva gioca da titolare e, nonostante il secondo posto in classifica, riesce ad ottenere la promozione in V.Premier League, battendo al challenge match le Denso Airybees; nel 2013 viene convocata per la prima volta nella nazionale giapponese per la Grand Champions Cup, dove, rivestendo il ruolo di riserva di Hitomi Nakamichi, vince la medaglia di bronzo. Si ritira al termine del campionato 2013-14.